# Serbien och Montenegros Fed Cup-lag
 Serbien och Montenegros Fed Cup-lag representerade Serbien och Montenegro i tennisturneringen Fed Cup. Man debuterade i sammanhanget 1995 och kallades "Jugoslavien" fram till 2003, och efter 2006 års turnering delades laget i Serbien och Montenegro efter att statsbildningen upphört.